# Quenettier
Melicoccus bijugatus
Espèce
Classification APG III (2009)
Le quenettier (Melicoccus bijugatus) est un arbre fruitier originaire du Mexique et de la Colombie. Il appartient à la famille des Sapindacées. Il est indigène ou naturalisé dans un vaste domaine intertropical américain comprenant l'Amérique centrale, la Colombie, le Venezuela, le Suriname et les Antilles. Il est caractérisé par son fruit, qui est proche du litchi, du longane et du ramboutan. Ce fruit est de forme ronde ou un peu allongée, comme un petit citron vert. Il possède une peau verte, lisse et rigide. Sa pulpe, légèrement astringente, est juteuse, sucrée, acidulée et de couleur jaune orangé. Le noyau, de grande taille, contient une amande comestible une fois grillée. Il est très populaire à Cuba, en Guadeloupe, en Martinique, en Haïti et en République dominicaine. Mamoncillo est le nom espagnol le plus employé de ce fruit. Il existe toutefois d’autres dénominations utilisées en fonction de sa localisation. Ce sont probablement des noms d’origine précolombienne, tel que mauco ou muco en Colombie et au Venezuela ; on a encore kenepa, guenepa, genip, guinep dans les Antilles britanniques ; ackee pour la Barbade; anoncillo à Cuba; limoncillo en République dominicaine; canopi au Brésil ; huaya ou guaya dans le sud du Mexique; quenepe en Haïti ; quenette dans les Antilles françaises et bien d'autres dénominations dans les Caraïbes et l'Amérique du Sud,.

## Description générale

### Appareil végétatif
Le quenettier possède une écorce grise, épaisse et lisse avec des branches étalées, sa croissance est lente et atteint 6 à 15 m avec des maximums allant de 25 à 30 m de haut et un tronc d'une épaisseur allant jusqu'à 1,7 m. Ses feuilles sont caduques (tombant durant l'hiver), alternes avec deux paires de feuilles opposées, elliptiques, de 5 à 12,5 cm de long et 3,25 à 6,25 cm de large, le rachis est souvent ailé.

### Appareil reproducteur
L'espèce est dioïque mais certains arbres sont en partie hermaphrodites. Les fleurs blanches et parfumées sont regroupées en inflorescences sur des pédicelles courts de 4 à 8 mm. Les inlorescences sont très ramifiées pour les fleurs mâles et en général simples pour la fleur femelle, 6 à 10 cm de long et 5 à 8 mm de large. Les fleurs sont composées de quatre petits sépales et quatre pétales de respectivement 2 et 3 mm de long, huit étamines ou un pistil avec un stigmate bifide. Les fleurs hermaphrodites ont généralement du pollen stérile.
Le fruit est une drupe arrondie de couleur verte (2,5 à 3,5 cm de diamètre) avec une petite protubérance terminale. La peau du fruit est lisse, mince, coriace mais cassante. L’arille, de couleur saumon translucide gélatineux et juteux, est fermement accroché à la graine de taille volumineuse. La pulpe est généralement acide-sucrée et légèrement astringente. En général il n'y a qu'une graine de grande taille à carapace dure au sein du fruit, toutefois certains arbres produisent des fruits avec deux graines hémisphériques,.

### Espèces voisines
Melicoccus lepidopetalus Radlk est un autre membre du genre similaire et est utilisé comme un fruit frais en Bolivie, au Paraguay et en Argentine.

## Écologie

### Origine et distribution
Le quenettier est originaire de Colombie, du Venezuela, de l'île de Margarita, de Guyane française et du Suriname. Il est communément cultivé et pousse naturellement dans ces pays, mais également sur les côtes de l'Équateur, les plaines de l'Amérique centrale, les Antilles et les Bahamas. Ces arbres sont cultivés aussi en Floride. Il y a quelques spécimens en Californie et dans les jardins botaniques aux Philippines, Zanzibar, Hawaï et ailleurs. Quelques arbres poussent en Israël, mais aucun ne fleurit avant d'avoir atteint l'âge de 10 ans. L’espèce était assez rare au XIXe siècle et elle est devenue très commune au XXe siècle, grâce à la culture.

### Reproduction
La floraison a lieu une fois par an, d'avril à juin à Porto Rico, deux mois plus tard à Trinidad, et de juillet à décembre avec des variations entre les régions des Caraïbes. En général, la présence d'un arbre mâle est nécessaire pour polliniser les fleurs des arbres femelles. Seule une petite proportion des fleurs se développent en fruits, un processus qui prend une centaine de jours. Les fleurs ont un nectar attirant pour leur pollinisateurs tels que les colibris et les abeilles.

## Habitat

### Climat
Le quenettier n'est pas strictement tropical, et monte jusqu'à 1 000 m au-dessus du niveau de la mer en Amérique du Sud. Il peut supporter quelques degrés de gel en Floride. Il peut tolérer de longues périodes de sécheresse.

### Sol
À Cuba, l'arbre s'épanouit dans presque tous les types de terrains, mais en particulier dans les sols profonds, et  d'origine calcaire. La croissance est spontanée, en particulier dans les zones côtières sèches.

## Utilisation

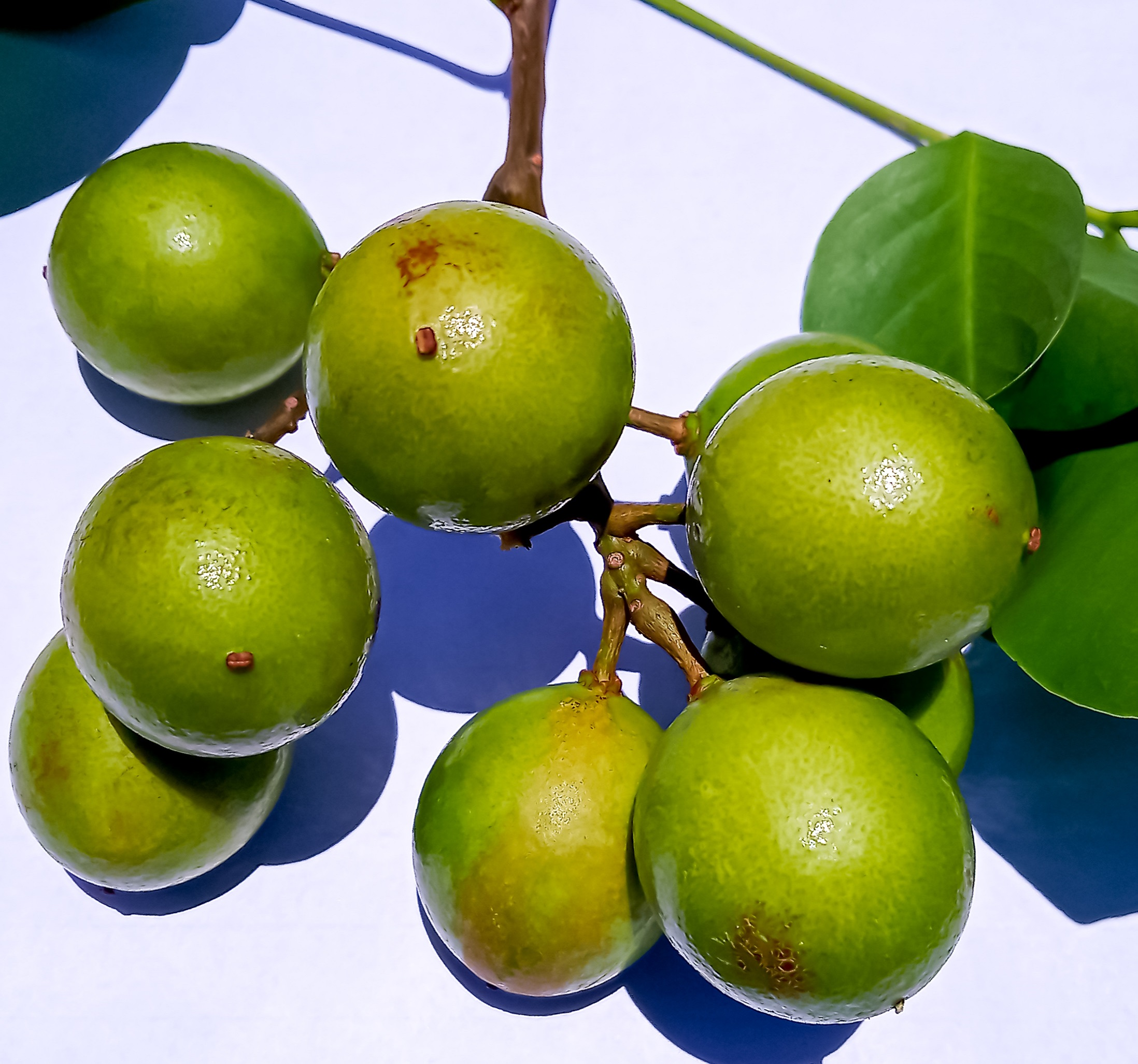
Fruits en grappe

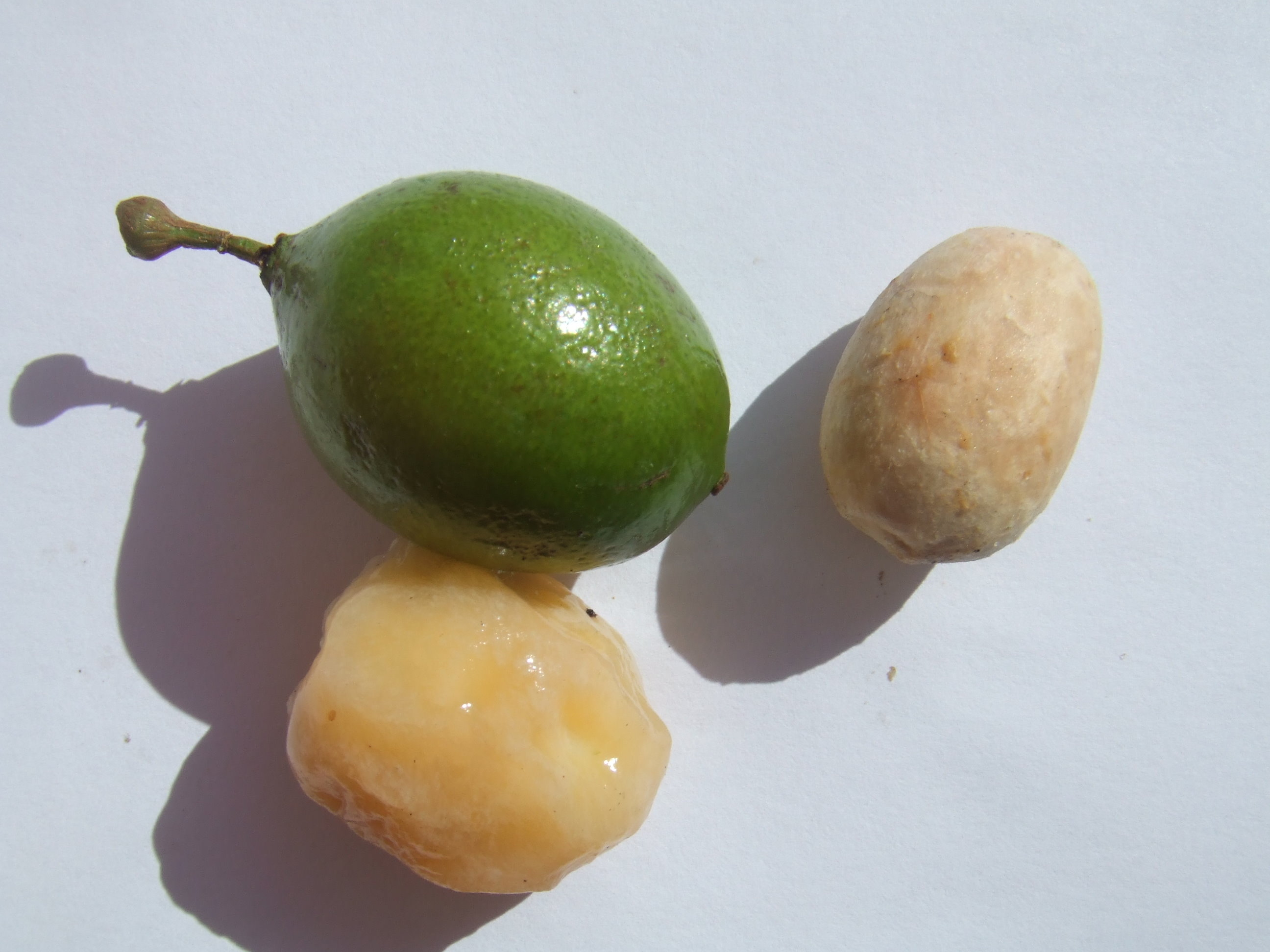
Quenette entière, sa chair et sa graine

### Alimentation
La quenette est consommée fraiche comme collation en déchirant simplement la peau et en suçant la pulpe et le jus. Elle est également utilisée pour faire de la confiture, de la marmelade ou de la gelée, ce qui implique beaucoup de travail pour des petites quantités de matières comestibles. Elle est aussi pelée et bouillie pour faire des boissons froides. Dans certains pays le jus est commercialisé et ses graines, comestibles, sont grillées ou infusées,. C’est un fruit particulièrement riche en saccharose, glucose et fructose ainsi qu’en fer et en phosphore,.

### Usages médicinaux
Au Venezuela, les graines sont grillées, écrasées puis mélangées avec du miel. La substance est alors administrée pour arrêter la diarrhée. La décoction de feuilles, astringente, est donnée comme lavement contre les douleurs intestinales.

### Bois
Son bois a le cœur jaune avec des lignes sombres, il est compact, dur et lourd, ce qui lui donne une valeur pour les chevrons. Il est donc très apprécié en ébénisterie, pour réaliser les cadrages intérieurs ou autres.

### Plante ornementale
On le trouve au bord des routes et dans les jardins des Antilles et de l’Amérique du Sud où il est utilisé comme décoration.

### Plante mellifère
Les abeilles le butinant produisent un miel foncé, d'une saveur très agréable. L'arbre est apprécié par les apiculteurs même si la période de floraison est courte.

### Plante tinctoriale
Un colorant a été expérimentalement fabriqué à partir du jus du fruit cru, qui fait une tache indélébile.

### Autres
Au Panama, les feuilles sont dispersées dans les maisons où il y a beaucoup de puces. On prétend que ces dernières sont attirées par les feuilles et certains croient que les feuilles les tuent effectivement.

## Culture

### Méthode de culture
Le quenettier est généralement cultivé à partir de semences, l'arbre ne reçoit pas de soins particuliers, sauf pour l'arrosage et la fertilisation lors de la première plantation. En Floride, les fruits mûrissent de juin à septembre. Dans les Caraïbes, la saison s'étend de juillet à octobre. Pour la cueillette des fruits une échelle est souvent nécessaire car l'arbre est généralement de grande taille. Une fois mûre la croûte du fruit devient cassante, mais ne change pas de couleur. En raison de sa peau coriace, le fruit reste frais pendant une longue période.

### Ennemis (maladies et ravageurs)
L'arbre est un hôte de la mouche noire Citrus, Aleurocanthus woglumi. Plusieurs parasites (Prospaltella spp., Eretmocerus serius et Amitus hesperidium) permettent de contrôler ce ravageur. En Floride, le champignon Armillariella (Clitocybe) tabescens provoque la pourriture des racines.

## Aspect économique

### Production et exportation
Le fruit de Melicoccus bijugatus est généralement consommé localement, les habitants le cultivent. Néanmoins, il existe un commerce des quenettes ; le principal exportateur est la République Dominicaine qui se place devant Haïti et la Jamaïque avec 20 454 tonnes pour une valeur de 552 000 dollars en 2002, dont 1 700 tonnes exportées aux États-Unis. Le Canada et l’Europe aussi importent ces fruits.

## Dans la culture populaire
Ce fruit est référencé très souvent dans la culture et surtout dans la chanson en Amérique latine. 
La quenette a été mentionnée par exemple en 2006 dans la chanson Suave du groupe de rap alternatif portoricain Calle 13, en l'occurrence en tant que métaphore pour les testicules.